# Kreis Frankenstein i. Schles.
| Kreis Frankenstein                                      | Kreis Frankenstein                                                      |
| ------------------------------------------------------- | ----------------------------------------------------------------------- |
| Wappen                                                  |                                                                         |
| Preußische Provinz                                      | Schlesien (1818–1919, 1938–1941) Niederschlesien (1919–1938, 1941–1945) |
| Regierungsbezirk                                        | Breslau                                                                 |
| Kreisstadt                                              | Frankenstein                                                            |
| Letzter Landrat                                         | Otto Ulrich Bährens (1944–1945)                                         |
| Fläche                                                  | 774,27 km² (1939)                                                       |
| Einwohner                                               | 75.392 (1939)                                                           |
| Bevölkerungsdichte                                      | 97 Einwohner/km² (1939)                                                 |
| Gemeinden                                               | 103 (1939)                                                              |
|                                                         |                                                                         |
| Der Kreis Frankenstein in den Grenzen von 1818 bis 1932 |                                                                         |

Der Kreis Frankenstein (1932–1945: Kreis Frankenstein i. Schles.) war ein preußischer Landkreis in Schlesien, der von 1815 bis 1945 bestand. Seine Kreisstadt war die Stadt Frankenstein. Das frühere Kreisgebiet liegt heute im Powiat Ząbkowicki der Woiwodschaft Niederschlesien in Polen.

## Verwaltungsgeschichte

### Königreich Preußen
Nach der Eroberung des größten Teils von Schlesien durch Preußen im Jahre 1741 wurden durch die königliche Kabinettsorder vom 25. November 1741 in Niederschlesien die preußischen Verwaltungsstrukturen eingeführt. Dazu gehörte die Einrichtung zweier Kriegs- und Domänenkammern in Breslau und Glogau sowie deren Gliederung in Kreise und die Einsetzung von Landräten zum 1. Januar 1742.
Im Fürstentum Münsterberg, einem der schlesischen Teilfürstentümer, wurden aus den alten schlesischen Weichbildern Frankenstein und Münsterberg die preußischen Kreise Frankenstein und Münsterberg gebildet. Als erster Landrat des Kreises Frankenstein wurde Julius Friedrich von Pfeil eingesetzt. Der Kreis Frankenstein unterstand der Kriegs- und Domänenkammer Breslau, bis er im Zuge der Stein-Hardenbergischen Reformen 1815 dem Regierungsbezirk Reichenbach der Provinz Schlesien zugeordnet wurde.
Im Zuge einer Grenzbereinigung zum Regierungsbezirk Oppeln wechselten bis 1818 das Dorf Gallenau aus dem Kreis Grottkau sowie die Dörfer Nieder und Ober Plottnitz aus dem Kreis Neisse in den Kreis Frankenstein. Nach der Auflösung des Regierungsbezirks Reichenbach wurde der Kreis Frankenstein am 1. Mai 1820 dem Regierungsbezirk Breslau zugeteilt.
Seit dem 1. Juli 1867 gehörte der Kreis als Bestandteil des Königreichs Preußen zum Norddeutschen Bund und ab dem 1. Januar 1871 zum Deutschen Reich. Am 21. Juli 1875 kamen die Landgemeinde und der Gutsbezirk Kobelau vom Kreis Nimptsch zum Kreis Frankenstein.

### Freistaat Preußen
Zum 8. November 1919 wurde die Provinz Schlesien aufgelöst und aus den Regierungsbezirken Breslau und Liegnitz die neue Provinz Niederschlesien gebildet. Zum 30. September 1928 wurden im Kreis Frankenstein entsprechend der Entwicklung im übrigen Freistaat Preußen alle Gutsbezirke aufgelöst und benachbarten Landgemeinden zugeteilt.
Zum 1. Oktober 1932 wurden der größte Teil des aufgelösten Kreises Münsterberg sowie die beiden Landgemeinden Kosemitz und Zülzendorf aus dem aufgelösten Kreis Nimptsch in den Kreis eingegliedert. Gleichzeitig gab der Kreis Frankenstein die Landgemeinde Wiltsch an den Kreis Glatz ab.
Im weiteren Verlauf der 1930er Jahre erhielt der Kreis den amtlichen Namen Frankenstein i. Schles. Am 1. April 1938 wurden die preußischen Provinzen Niederschlesien und Oberschlesien zur neuen Provinz Schlesien zusammengeschlossen. Zum 18. Januar 1941 wurde die Provinz Schlesien erneut aufgelöst und aus den Regierungsbezirken Breslau und Liegnitz die neue Provinz Niederschlesien gebildet.
Im Frühjahr 1945 wurde das Kreisgebiet von der Roten Armee besetzt. Im Sommer 1945 wurde das Kreisgebiet von der sowjetischen Besatzungsmacht gemäß dem Potsdamer Abkommen unter polnische Verwaltung gestellt. Im Kreisgebiet begann darauf der Zuzug vertriebener polnischer Zivilisten, die zum Teil aus den an die Sowjetunion gefallenen Gebieten östlich der Curzon-Linie kamen. In der Folgezeit wurde die deutsche Bevölkerung größtenteils aus dem Kreisgebiet vertrieben.

## Einwohnerentwicklung
| Jahr | Einwohner | Quelle |
| ---- | --------- | ------ |
| 1795 | 31.032    | [ 11 ] |
| 1819 | 36.699    | [ 12 ] |
| 1846 | 48.625    | [ 13 ] |
| 1871 | 50.100    | [ 14 ] |
| 1885 | 50.193    | [ 15 ] |
| 1900 | 45.632    | [ 16 ] |
| 1910 | 45.312    | [ 16 ] |
| 1925 | 47.304    | [ 17 ] |
| 1939 | 75.056    | [ 17 ] |

## Landräte
- 1742–175600Julius Friedrich von Pfeil[5]
- 1757–176300Carl Wenzel von Tschepe und Weidenbach[5]
- 1763–178100Christian Wilhelm von Prittwitz und Gaffron[5]
- 1781–178500Carl Gottlieb Ferdinand von Sandretzki[5]
- 1787–179000von Siewert[5]
- 1790–180400August von Gellhorn[5]
- 1818–184500Friedrich von Dresky
- 1848–185100Ernst von Strachwitz
- 1852–187100Alexander Groschke (1821–1871)
- 1871–190100Valerian Held
- 1902–191100Karl Schirndinger von Schirnding
- 1912–191800Friedrich Wilhelm Prinz von Preußen (1880–1925)
- 1918–191900Adolf von Thielmann (1879–1948)
- 19330000000Paul Pietsch (1877–1945)
- 1933–193400Georg Horstmann (1894–1940) (kommissarisch)
- 1934–194400Hermann Ercklentz (1876–1962)
- 1944–194500Otto Ulrich Bährens (1911–2007)

## Kommunalverfassung
Für den Kreis galt seit 1827 die Kreisordnung für das Herzogtum Schlesien, die Grafschaft Glatz und das preußische Markgraftum Lausitz vom 2. Juni 1827, die durch Verordnung vom 7. Januar 1842 ergänzt wurde. Die 30 Jahre jüngere Kreisordnung vom 13. Dezember 1872 wurde von der Kreisordnung für die Provinzen Ost- und Westpreußen, Brandenburg, Pommern, Schlesien und Sachsen vom 19. März 1881 abgelöst, die dann bis 1945 in Geltung war.
Stadt und Land waren – nicht nur – in Preußen im 19. Jahrhundert stets unterschiedlich verfasst. Wegen stark voneinander abweichender Traditionen hatten auch die westlichen und die 1866 neu erworbenen Provinzen andere Kommunalverfassungen. Die Städteordnungen von 1808 und 1831 wurden abgelöst von der Städte-Ordnung für die sechs östlichen Provinzen der Preußischen Monarchie vom 30. Mai 1853.
Für die Landgemeinden galten seit 1794 die obrigkeitlich geprägten Auffassungen des ALR, eine Reform kam in der ersten Hälfte des 19. Jahrhunderts nicht zustande.
Erst im Jahrzehnt nach der gescheiterten bürgerlichen Revolution von 1848 wurden
- das Gesetz betreffend die Landgemeinde-Verfassungen in den sechs östlichen Provinzen der Preußischen Monarchie und
- das Gesetz betreffend die ländlichen Ortsobrigkeiten in den sechs östlichen Provinzen der Preußischen Monarchie, beide vom 14. April 1856, eingeführt.

Der Kreis Frankenstein gliederte sich also seit dem 19. Jahrhundert in Städte, Landgemeinden und Gutsbezirke. Mit Einführung des preußischen Gemeindeverfassungsgesetzes vom 15. Dezember 1933 gab es ab dem 1. Januar 1934 eine einheitliche Kommunalverfassung für alle preußischen Gemeinden. Mit Einführung der Deutschen Gemeindeordnung vom 30. Januar 1935 wurde zum 1. April 1935 das „Führerprinzip“ auf Gemeindeebene durchgesetzt.

## Gemeinden
Der Kreis Frankenstein i. Schles. umfasste zuletzt fünf Städte und 98 Landgemeinden:
| - Alt Altmannsdorf - Alt Heinrichau - Baitzen - Banau - Bärdorf - Bärwalde - Baumgarten - Belmsdorf - Bernsdorf - Briesnitz - Brucksteine - Dittmannsdorf - Dörndorf - Dürr Hartha - Eichau b. Münsterberg - Eichau b. Wartha - Follmersdorf - Frankenberg - Frankenstein i. Schles., Stadt - Frömsdorf - Gallenau - Gierichswalde - Giersdorf - Glambach - Gläsendorf - Grochau | - Grochwitz - Groß Nossen - Groß Olbersdorf - Haunold - Heinersdorf b. Frankenstein - Heinrichau - Heinrichswalde - Heinzendorf - Hemmersdorf - Hertwigswalde - Herzogswalde - Johnsbach - Kamenz - Kleutsch - Kobelau - Kosemitz - Krelkau - Kunzendorf - Lampersdorf - Lauenbrunn - Leipe - Liebenau - Löwenstein - Maifritzdorf - Moschwitz - Münsterberg i. Schles., Stadt | - Neu Altmannsdorf - Neuhaus - Neuhof - Nieder Kunzendorf - Nieder Pomsdorf - Niklasdorf - Ober Johnsdorf - Ober Kunzendorf - Ober Pomsdorf - Olbersdorf - Paulwitz - Petershagen - Peterwitz - Pilz - Plottnitz - Protzan - Quickendorf - Raschdorf - Rätsch - Raudnitz - Reichenau - Reichenstein, Stadt - Reindörfel - Reumen - Riegersdorf - Rosenbach | - Sand - Schlause - Schlottendorf - Schönheide - Schönwalde - Schräbsdorf - Schrom - Seitendorf - Silberberg (Eulengebirge), Stadt - Stolz - Tadelwitz - Tarchwitz - Tarnau - Taschenberg - Tomnitz - Wartha - Weigelsdorf - Wenig Nossen - Wiesenthal - Willwitz - Wolmsdorf - Zadel - Zesselwitz - Zinkwitz - Zülzendorf |

Bis 1937 fanden im Kreis die folgenden Eingemeindungen statt:
- Gollendorf, am 1. April 1937 zu Nieder Pomsdorf
- Grunau, am 30. September 1928 zu Kamenz
- Herbsdorf, am 1. April 1937 zu Nieder Pomsdorf
- Kaubitz, am 30. September 1928 zu Schräbsdorf
- Laubnitz, am 30. September 1928 zu Kamenz
- Raschgrund, am 1. April 1929 zu Raschdorf
- Reisezagel, am 1. April 1937 zu Bärwalde
- Rocksdorf, am 30. September 1928 zu Gläsendorf
- Schodelwitz, am 30. September 1928 zu Gläsendorf
- Seherrsgrund, am 30. September 1928 zu Quickendorf

## Ortsnamen
Die Gemeinde Olbersdorf b. Frankenstein	wurde 1934 in Groß Olbersdorf umbenannt und die Gemeinde Tepliwoda 1936 in Lauenbrunn.

## Persönlichkeiten
- Hans-Eckart Joachim (* 1937), Archäologe
- Günther Knipp (1935–2019), bildender Künstler, Zeichner und emeritierter Professor